# Olympische Zwischenspiele 1906/Teilnehmer (Vereinigte Staaten)
| Gelbes Symbol für Goldmedaillen mit stilisierten Olympischen Ringen | Graues Symbol für Silbermedaillen mit stilisierten Olympischen Ringen | Braundes Symbol für Bronzemedaillen mit stilisierten Olympischen Ringen |
| ------------------------------------------------------------------- | --------------------------------------------------------------------- | ----------------------------------------------------------------------- |
| 12                                                                  | 6                                                                     | 6                                                                       |

Die Vereinigten Staaten nahmen an den Olympischen Zwischenspielen 1906 in Athen, Griechenland, mit 38 Sportlern teil.

## Medaillengewinner

### Olympiasieger
| Name            | Sportart       | Wettkampf        |
| --------------- | -------------- | ---------------- |
| George Bonhag   | Leichtathletik | 1500 m Bahngehen |
| Ray Ewry        | Leichtathletik | Standhochsprung  |
| Ray Ewry        | Leichtathletik | Standweitsprung  |
| Archie Hahn     | Leichtathletik | 100 m            |
| Robert Leavitt  | Leichtathletik | 110 m Hürden     |
| Jim Lightbody   | Leichtathletik | 1500 m           |
| Paul Pilgrim    | Leichtathletik | 400 m            |
| Paul Pilgrim    | Leichtathletik | 800 m            |
| Meyer Prinstein | Leichtathletik | Weitsprung       |
| Martin Sheridan | Leichtathletik | Kugelstoßen      |
| Martin Sheridan | Leichtathletik | Diskuswurf       |
| Charlie Daniels | Schwimmen      | 100 m Freistil   |

### Zweiter
| Name             | Sportart       | Wettkampf       |
| ---------------- | -------------- | --------------- |
| Jim Lightbody    | Leichtathletik | 100 m           |
| Fay Moulton      | Leichtathletik | 800 m           |
| Lawson Robertson | Leichtathletik | Standhochsprung |
| Martin Sheridan  | Leichtathletik | Standhochsprung |
| Martin Sheridan  | Leichtathletik | Standweitsprung |
| Martin Sheridan  | Leichtathletik | Steinstoßen     |

### Dritter
| Name             | Sportart       | Wettkampf       |
| ---------------- | -------------- | --------------- |
| Thomas Cronan    | Leichtathletik | Dreisprung      |
| William Frank    | Leichtathletik | Marathon        |
| Hugo Friend      | Leichtathletik | Weitsprung      |
| Edward Glover    | Leichtathletik | Stabhochsprung  |
| Herbert Kerrigan | Leichtathletik | Hochsprung      |
| Lawson Robertson | Leichtathletik | Standweitsprung |

## Teilnehmer nach Sportarten

### Leichtathletik
- Charles Bacon
400 m: Fünfter
800 m: Sechster

- George Bonhag
1500 m: Sechster
5 Meilen (8047 m): Vierter
1500 m Bahngehen:  Olympiasieger

- Harvey Cohn
1500 m: Achter
5 Meilen (8047 m): k. A.

- Francis Connolly
Weitsprung: 25.
Dreisprung: Sechster

- James B. Connolly
Weitsprung: k. A.
Dreisprung: k. A.

- Tom Cronan
Weitsprung: Sechster
Dreisprung:  Dritter

- William Eaton
100 m: Vierter

- Robert Edgren
Kugelstoßen: k. A.
Diskuswurf: k. A.

- Ray Ewry
Standhochsprung:  Olympiasieger
Standweitsprung:  Olympiasieger

- Joe Forshaw
Marathon: Zwölfter

- Bob Fowler
Marathon: DNF

- William Frank
5 Meilen (8047 m): k. A.
Marathon:  Dritter

- Hugo Friend
110 m Hürden: Vierter
Weitsprung:  Dritter
Standweitsprung: k. A.

- Edward Glover
Stabhochsprung:  Dritter

- Archie Hahn
100 m:  Olympiasieger

- Harry Hillman
400 m: Vierter
110 m Hürden: Vorlauf

- Herbert Kerrigan
Hochsprung:  Dritter
Stabhochsprung: Zehnter
Standweitsprung: Zehnter

- Robert Leavitt
110 m Hürden:  Olympiasieger

- Jim Lightbody
400 m: Vorlauf
800 m:  Zweiter
1500 m:  Olympiasieger

- Fay Moulton
100 m:  Olympiasieger
400 m: Sechster

- Eli Parsons
400 m: Vorlauf
800 m: Siebter

- Paul Pilgrim
400 m:  Olympiasieger
800 m:  Olympiasieger

- Meyer Prinstein
100 m: Vorrunde
Weitsprung:  Olympiasieger
Dreisprung: Elfter

- George Queyrouze
100 m: Vorlauf
400 m: Vorlauf

- Lawson Robertson
100 m: Fünfter
400 m: Vorlauf
Standhochsprung:  Zweiter
Standweitsprung:  Dritter
Fünfkampf: Sechster

- William Schick
100 m: Vorlauf

- Martin Sheridan
Standhochsprung:  Zweiter
Standweitsprung:  Zweiter
Kugelstoßen:  Olympiasieger
Steinstoßen:  Zweiter
Diskuswurf:  Olympiasieger
Diskuswurf (griechischer Stil): Vierter
Fünfkampf: DNF

- Mike Spring
Marathon: DNF

- Daniel Sullivan
Fünfkampf: 21.

- James Sullivan
800 m: Vorlauf
1500 m: Fünfter

- Howard Valentine
400 m: Vorlauf
800 m: Vorlauf

### Ringen
- Jack Niflot
Leichtgewicht: Siebter

- Daniel Sullivan
Mittelgewicht: Achter

### Schwimmen
- Frank Bornamann
400 m Freistil: DNF
4 × 250 m Freistil: Vierter

- Charles Daniels
100 m Freistil:  Olympiasieger
4 × 250 m Freistil:  Olympiasieger

- Marquard Schwarz
100 m Freistil: Siebter
4 × 250 m Freistil: Vierter

- Joseph Spencer
1 Meile (1609 m) Freistil: Neunter
4 × 250 m Freistil: Vierter

### Tennis
- Homer Byington
Einzel: 14.
Doppel: Fünfter

- Robert Schauffler
Einzel: Neunter
Doppel: Fünfter

### Wasserspringen
- Frank Bornamann
Turmspringen: DNF